# Акты археографической экспедиции
«А́кты археографи́ческой экспеди́ции», «Акты, собранные в библиотеках и архивах Российской империи Археографическою экспедициею императорской Академии наук», т. 1 — 4. С Указателем. СПБ, 1836—38) — збірка різних документальних матеріалів (указів, грамот, договорів, інструкцій, судових справ, прохань та листів) за 1294—1700; перша друкована публікація Археографічної комісії. Акти складаються з чотирьох томів: 
- т. 1-й охоплює роки 1294—1598,
- т. 2-й — 1598—1613,
- т. 3-й — 1613—45,
- т.  4-й—1645—1700.

В актах археографічної експедиції вміщено багато джерел з соціально-економічної історії, документи про збирання державних доходів, пошук селян-втікачів, укази про селянські виходи в 1601, 1602, 1606 роках, джерела з політичної та військової історії — договірні грамоти великих та удільних князів XIV-XV століть, листи польської королеви Олени до батька, матері та братів, відповідь Івана ІІІ (1503), відривки з пошукової справи про І. Бєрсєнє-Бєклємішева та Ф. Жарєного (1525), вирок про 1550 року про «тисячу» дворян під Москвою, документи про вибрання Годунова на царство, боротьбу з поляками та шведами на початку XVII століття, Смоленську війну, війниз польщею в 1654-1667 роках, будівницто заксік в 1637-1638. Також в актах археографічної експедиції надруковано багато матеріалів з церковної історії — вирок Стоглавого собору 1551, документи про зловживання духовенства, про розкол та інші. До актив існує іменний, географічний та предметний вказівники  видані в 1838 році. Акти є цінним джерелом документів, хоч як збірка є надміру багатоплановими. 